# Torben Johansen
Torben Johansen (25 dicembre 1957 – 10 novembre 2012) è stato un calciatore e giocatore di calcio a 5 danese.

## Biografia
Nel 2009 gli viene diagnosticata la sclerosi laterale amiotrofica; dopo una lunga malattia, Johansen muore il 10 novembre 2012.

## Carriera

### Calcio
Ha disputato l'intera carriera nel Næstved Boldklub, di cui è stato uno dei giocatori più rappresentativi con 355 partite giocate e 22 reti realizzate. Ha esordito in prima squadra il 18 agosto 1977, ritirandosi nel mese di agosto del 1992. Con la nazionale di calcio a 5 ha disputato il FIFA Futsal World Championship 1989 in cui la selezione danese è stata eliminata nel girone del primo turno comprendente Paesi Bassi, Paraguay e Algeria.

## Palmarès

### Calcio a 5
- European Champions Tournament: 1
  - Næstved: 1986-87